# Euplesia vittigera
Euplesia vittigera är en fjärilsart som beskrevs av Felder 1874. Euplesia vittigera ingår i släktet Euplesia och familjen björnspinnare. Inga underarter finns listade i Catalogue of Life.